# Gerhard Stavenhagen
Gerhard Stavenhagen (* 22. Januar 1898 in Riga; † 8. Juni 1971 in Göttingen) war ein deutscher Wirtschaftswissenschaftler, Fachbuchautor und Wirtschaftshistoriker.

## Leben
Gerhard Stavenhagen war der Sohn des Lehrers und Journalisten Karl Stavenhagen und dessen Ehefrau Julie, geb. Worms. Er war verheiratet mit Maria Catharina (Käthe) Günther, sein Bruder war der Philosoph Kurt Stavenhagen.
Er promovierte 1926 an der Georg-August-Universität Göttingen bei Karl Oldenberg mit dem Thema „Krise des Marxismus seit 1914“ und war von 1953 bis 1971 Forschungsbeauftragter und Mitarbeiter am Seminar für Handwerkswesen an der Universität Göttingen (sfh). Stavenhagen war ab 1951 Mitglied der Baltischen Historischen Kommission. Er widmete sich in seinen Forschungen und Publikationen vorrangig zwei miteinander verwobenen Themenkomplexen: der Wirtschaftsgeschichte und dem Handwerkswesen. Sein bekanntestes Werk, „Geschichte der Wirtschaftstheorie“, erschien in mehreren Auflagen und etablierte ihn als Experten auf dem Gebiet der ökonomischen Ideengeschichte. Darüber hinaus befasste er sich fokussiert mit der Entwicklung des Handwerks, insbesondere im Kontext der Industrialisierung.

## Veröffentlichungen (Auswahl)
- Die Krise des Marxismus seit 1914. Grone, Göttingen, 1926.
- Der Strukturwandel des Göttinger Handwerks in den letzten hundert Jahren. In: Göttinger Jahrbuch, Band 11, 1963, S. 215–26.
- Geschichte der Wirtschaftstheorie. Vandenhoeck & Ruprecht, Göttingen 1969.
- mit Klaus Aßmann: Handwerkereinkommen am Vorabend der industriellen Revolution: Materialien aus dem Raum Braunschweig-Wolfenbüttel. Schwartz, Göttingen, 1969.